# Maomé Ali, Príncipe do Saíde

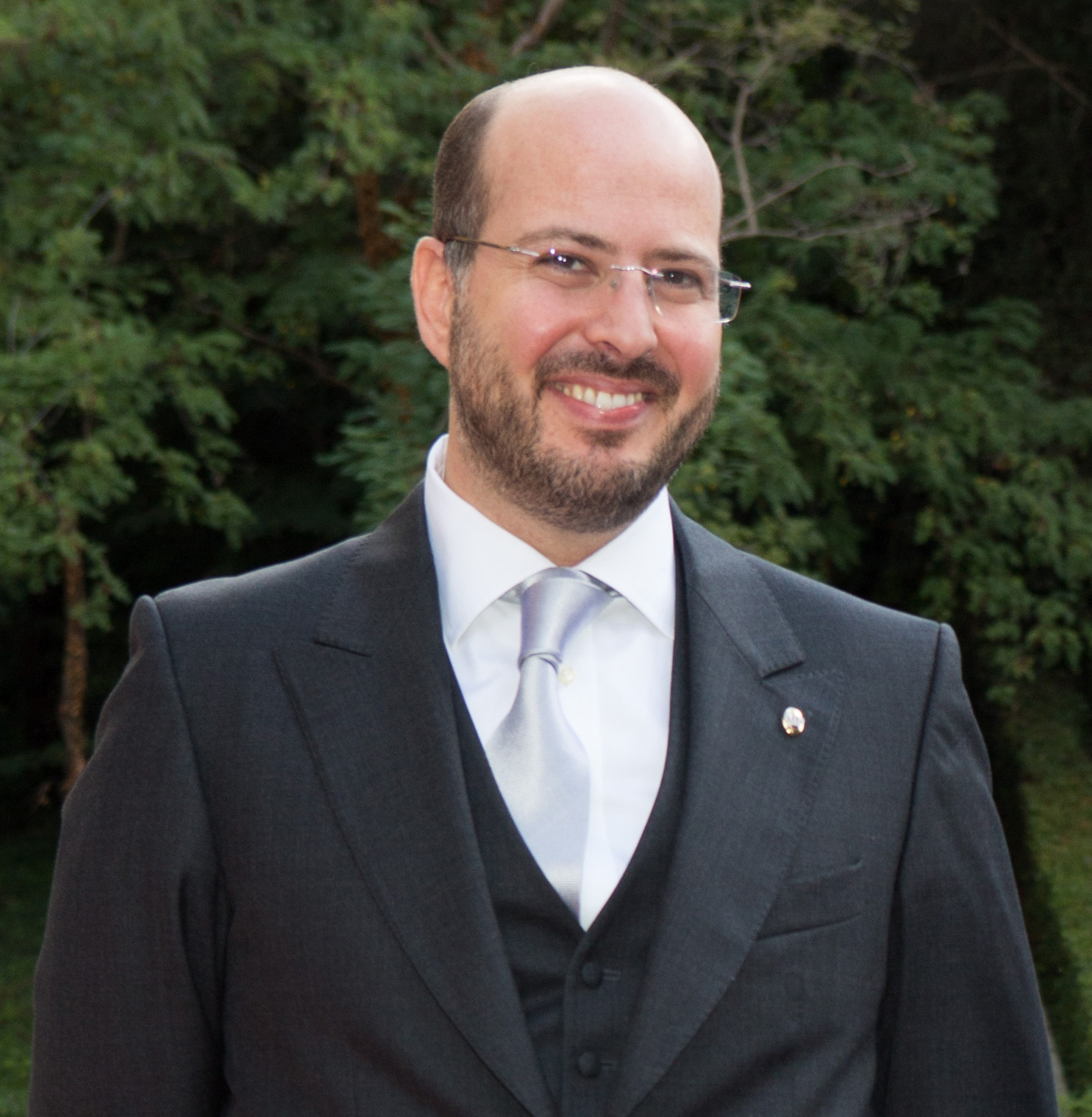
Príncipe Maomé Ali (2016)

Maomé Ali, Príncipe do Saíde (em árabe: الأمير محمد على، أمير الصعيد [mæˈħæm.mæd ˈʕæli]); (Cairo, 5 de fevereiro de 1979), é o herdeiro aparente dos tronos extintos do Egito e do Sudão, como o filho mais velho do antigo rei, Fuade II.

## Vida pessoal
Maomé Ali nasceu em 5 de fevereiro de 1979 no Cairo, Egito. Ele é o filho mais velho de Fuade II, que foi deposto quando ainda era um bebê e foi criado no exílio, e sua ex-esposa, (nascida Dominique-France Loeb-Picard). Maomé Ali também é neto do rei Faruque e da rainha Narriman.
A pedido de seu pai, Fuade II, ele recebeu permissão especial do presidente Anwar Sadat para que sua mãe, Fadila, desse à luz no Egito. Como resultado, Maomé Ali se tornou o primeiro membro do ramo direto da Família Real do Egito a retornar ao país após o golpe de 1953.
O príncipe Maomé Ali foi criado e educado entre a Europa e o Marrocos, frequentando o Institut Le Rosey na Suíça. Ele trabalha no setor imobiliário em Paris.
Ele também está passando um tempo no Egito, especialmente porque o estado egípcio reconhece a herança histórica da dinastia de Maomé Ali.
Maomé Ali tem uma irmã, Fawzia Latifa, nascida em Mônaco em 12 de fevereiro de 1982, e um irmão, Fakhr-Eddin, nascido em Rabat, Marrocos, em 25 de agosto de 1987.

## Casamento e emissão
Durante as férias em Istambul, o príncipe Maomé Ali compareceu ao casamento em 20 de abril de 2012 do príncipe Rudolf de Liechtenstein com Tılsım Tanberk. Lá, conheceu a princesa Noal do Afeganistão, filha do príncipe Maomé Daúde Pastuniar Cã e neta do rei Zair Xa do Afeganistão. O noivado do casal foi anunciado em 27 de abril de 2013.
O casamento deles foi realizado em 30 de agosto de 2013, no antigo Palácio Çırağan de Istambul, na presença de Fuade II. Membros de ambas as famílias e seus amigos compareceram ao casamento e às festividades, e também foram convidados representantes de famílias reais da Europa e do Oriente Médio, bem como muitos dignitários egípcios.
Desta união nasceram a 12 de janeiro de 2017 dois filhos, gémeos, que ostentam o título de Alteza Real:
- Fuade Zair Hassan, Príncipe do Egito. Seus nomes foram escolhidos em homenagem ao seu avô, o rei Fouade II do Egito, seu bisavô, o rei Zair Xa do Afeganistão, e o rei Hassan II do Marrocos.[5]
- Farah-Noor, Princesa do Egito.

## Títulos e estilos
- 5 de fevereiro de 1979 - presente: Sua Alteza Real o Príncipe Maomé Ali do Egito, Príncipe do Saíde (título de fingimento e por cortesia ).[2]

### Honras dinásticas
- Colar da Ordem de Maomé Ali, Dinastia de Maomé Ali